# Ersatzfreiheitsstrafe
Eine Ersatzfreiheitsstrafe (EFS) ist eine Freiheitsstrafe, die vollzogen wird, wenn eine vom Gericht im Strafverfahren verhängte Geldstrafe nicht gezahlt wird und auch nicht durch Zwangsvollstreckung beigetrieben werden kann, weil der Verurteilte entweder das Geld nicht hat oder es verbirgt. In Österreich kann eine Ersatzfreiheitsstrafe auch von einer Verwaltungsbehörde wegen der Nichtzahlung einer Verwaltungsstrafe angeordnet werden.

## Deutschland

### Allgemein
Die Geldstrafe ist in Deutschland im 20. Jahrhundert zur bestimmenden Strafsanktion geworden. Seit den 1970er Jahren werden über 80 % aller Strafen als Geldstrafen ausgesprochen.
Wenn die Geldstrafe nicht eingetrieben werden kann, wird ersatzweise die Ersatzfreiheitsstrafe vollstreckt. § 43 StGB lautet seit dem 1. Februar 2024:
Ersatzfreiheitsstrafe
Wurde die Geldstrafe vor Februar 2024 rechtskräftig, entspricht ein Tag Ersatzfreiheitsstrafe einem Tagessatz (Art. 316o Abs. 2 EGStGB).
Von der Ersatzfreiheitsstrafe zu unterscheiden ist die Erzwingungshaft im Bußgeldverfahren, die nicht angeordnet werden kann, wenn der Schuldner die Geldbuße aus wirtschaftlichen Gründen nicht zahlen kann (§ 96 Abs. 1 Nr. 2 und 4 OWiG).
Die Ersatzfreiheitsstrafe (EFS) ermöglicht so, auch bei dem Personenkreis, bei dem die Geldstrafe nicht beigetrieben werden kann, eine Strafe zu vollstrecken. Sie sichert damit die Wirksamkeit der Geldstrafe ab, auf der das heutige Strafsystem wesentlich beruht. Der Strafrechtler Herbert Tröndle hat diesbezüglich den Begriff geprägt, die EFS sei das „Rückgrat der Geldstrafe“. Gleichzeitig ist die Ersatzfreiheitsstrafe mit dieser Funktion höchst umstritten, denn gemäß dem Schuldgrundsatz darf die Strafe das Maß der Schuld nicht überschreiten. Die Freiheitsstrafe ist aber gegenüber der Geldstrafe das schwerere Übel. Während das Gericht im Rahmen der Strafzumessung eine Geldstrafe für angemessen hielt, wird nachträglich nur aufgrund der schlechten wirtschaftlichen Verhältnisse der Person die härtere Freiheitsstrafe vollstreckt.
Die strafrechtliche Debatte ist aus diesem Grund seit Langem mit der Frage beschäftigt, wie sich diese Benachteiligung verhindern und die Ersatzfreiheitsstrafen vermeiden lässt. Jedoch ließ sich feststellen, dass trotz dieser Diskussion und zahlreicher kriminalpolitischer Initiativen die Vollstreckung der Ersatzfreiheitsstrafe in den Jahrzehnten um die Jahrtausendwende kontinuierlich angestiegen und damit auch zu einer finanziellen Belastung der Justizhaushalte geworden ist (s. u.).
Nach einer Umfrage des WDR-Magazins Monitor (Sendung von Januar 2018) wurden im Jahr 200 Millionen Euro für die Vollstreckung von Ersatzfreiheitsstrafe ausgegeben.
Von 2016 bis 2019 beriet eine Bund-Länder Arbeitsgruppe über weitere Möglichkeiten der Vermeidung und der Alternativen zur Vollstreckung der EFS.
Bundesjustizminister Marco Buschmann legte im Juli 2022 einen Referentenentwurf zur Ersatzfreiheitsstrafe behandelt vor, nach dem bei einer nicht bezahlten Geldstrafe zwei verhängten Tagessätzen in einen Tag Ersatzfreiheitsstrafe umgewandelt werde – damals galt ein Verhältnis von eins zu eins. Diese Reform führte zu einer Halbierung der Anzahl der Hafttage. Das Problem der Ersatzfreiheitsstrafe ist damit aber nicht behoben. Deshalb werden weitere Reformschritte gefordert.
Im Dezember 2022 erging ein entsprechender Beschluss des Bundeskabinetts. Der Deutsche Bundestag stimmte der Änderung am 22. Juni 2023 zu. Am 6. Juli beschloss der Bundestag eine Änderung des bereits beschlossenen Gesetzes, die das Inkrafttreten der Änderung des Umrechnungsmaßstabs vom 1. Oktober 2023 auf den 1. Februar 2024 verschob, damit ausreichend Zeit bleibt, um die für die Berechnung der Strafdauer verwendete IT umzuprogrammieren. Am 7. Juli ließ der Bundesrat den Gesetzesentwurf und dessen Änderung passieren. Die Halbierung der Ersatzfreiheitsstrafe gilt nur für Geldstrafen, die nach dem Inkrafttreten des Gesetzes (1. Februar 2024) rechtskräftig werden (Art. 316o Abs. 2 EGStGB).

### Statistik

#### Bestandszahlen
Die Strafvollzugsstatistik gibt Auskunft über die Anzahl von Personen, die an bestimmten Stichtagen in deutschen Strafvollzügen eine Ersatzfreiheitsstrafe verbüßen (Bestandszahlen). Die Bestandszahlen schwanken je nach Bundesland und gesamtwirtschaftlicher Situation.
Nachfolgend der Bestand der Gefangenen für den Stichtag 31. März des jeweiligen Jahres:
| Bestand der Gefangenen am 31.03. | Freiheitsstrafen insgesamt | darunter Ersatzfreiheitsstrafen | Anteil in % | EFS Männer | Anteil Männer | EFS Frauen | Anteil Frauen |
| -------------------------------- | -------------------------- | ------------------------------- | ----------- | ---------- | ------------- | ---------- | ------------- |
| 2003                             | 53.609                     | 3.748                           | 7 %         | 3.517      | 94 %          | 231        | 6 %           |
| 2005                             | 55.126                     | 3.866                           | 7 %         | 3.612      | 93 %          | 254        | 7 %           |
| 2010                             | 52.868                     | 4.348                           | 8 %         | 4.006      | 92 %          | 342        | 8 %           |
| 2015                             | 46.093                     | 4.476                           | 10 %        | 4.108      | 92 %          | 368        | 8 %           |
| 2019                             | 46.861                     | 4.861                           | 10 %        | 4.461      | 92 %          | 400        | 8 %           |
| 2020 (Februar)                   | 45.061                     | 4.776                           | 11 %        | 4.330      | 90 %          | 446        | 10 %          |
| 2020 (März)                      | 42.180                     | 2.436                           | 6 %         | 2.248      | 92 %          | 188        | 8 %           |
| 2023                             | 41.173                     | 4.926                           | 12 %        | 4.660      | 91 %          | 460        | 9 %           |
| 2024                             | 40.690                     | 4.665                           | 11 %        | 4228       | 91 %          | 437        | 9 %           |

(Quelle: Destatis, Bestand der Gefangenen und Verwahrten in den deutschen Justizvollzugsanstalten, versch. Jg. Anmerkung: Freiheitsstrafe hier ohne Jugendstrafe und Sicherungsverwahrung; ab März 2020 wurde die Ersatzfreiheitsstrafe teilweise aufgrund der Corona-Pandemie nicht vollstreckt)
Tendenziell liegt die Quote der Inhaftierten in den neuen Ländern noch immer höher: alte Bundesländer 10 % der Freiheitsstrafen, neue Bundesländer: 13 %. Übersichten finden sich bei Cornel und Wilde.
Eine aktuelle Grafik zur Entwicklung der Belegungszahlen von 2019 bis 2024 hat die Bundesarbeitsgemeinschaft für Straffälligenhilfe e. V. veröffentlicht.

#### Antritte/Betroffene
Im Jahr 2002 traten 56.000 Personen eine Ersatzfreiheitsstrafe an. Neuere Zahlen gibt es nicht.
Wie viele EFS pro Jahr in Deutschland verbüßt werden, lässt sich den amtlichen Statistiken nicht entnehmen. Die Zugänge wegen EFS werden seit 2003 nicht mehr statistisch erfasst. So wurde ein wichtiges kriminalpolitisches Thema ins Dunkelfeld verschoben. Da die EFS tendenziell kurze Strafen sind, wird die Anzahl heute auf das Zehnfache der Bestandszahlen geschätzt. Derzeit (Stand 2018) kann also von einer Anzahl von ca. 50.000 vollstreckten EFS pro Jahr ausgegangen werden. Im Jahr 2015 gab es 94.000 Erstaufnahmen in deutschen Haftanstalten – inbegriffen sind hier die EFS. Dies würde bedeuten, dass es sich bei der Hälfte der angetretenen Freiheitsstrafen in Deutschland um nicht bezahlte Geldstrafen handelt.
Diese hohe Anzahl bestätigt eine Studie zur Vollstreckung von Ersatzfreiheitsstrafen in Mecklenburg-Vorpommern. Dort machten in den Jahren 2014–17 die EFS 40–44 % der Neuinhaftierungen aus.
Eine statistische Analyse aller verbüßten Geldstrafen in Nordrhein-Westfalen im Jahr 2012 ergab, dass am häufigsten Personen, die wegen Beförderungserschleichung (sog. Schwarzfahren) zu einer Geldstrafe verurteilt wurden, die EFS verbüßten (jeder 7.). Von den wegen Steuerdelikten Verurteilten war es nur jeder 43.
Umfangreiches Zahlenmaterial zu Hamburg ist der Bürgerschaftsdrucksache 21/18936 vom 15. November 2019 zu entnehmen, die unter dem Titel „Ersatzfreiheitsstrafen – Wie ist der aktuelle Stand?“ eine Kleine Anfrage der FDP-Fraktion beantwortet.

### Verfahren
Geldstrafen werden von dem Gericht verhängt. Dies erfolgt in der überwiegenden Anzahl in Form des schriftlichen Strafbefehls (d. h. ohne persönliche Verhandlung). Sobald die Strafe rechtskräftig ist, fällt es in den Aufgabenbereich der Staatsanwaltschaft, die Bezahlung der Geldstrafen voranzutreiben und zu überwachen. Hierzu können gegen Personen, die die Geldstrafe nicht zahlen, Zwangsmaßnahmen veranlasst werden (z. B. Gerichtsvollzieher). Die Maßnahmen können unterbleiben, wenn zu erwarten ist, dass sie in „absehbarer Zeit zu keinem Erfolg“ führen werden (§ 459c Abs. 2 StPO). Stellt die Staatsanwaltschaft fest, dass die Geldstrafe uneinbringlich ist, kann sie die Vollstreckung der Ersatzfreiheitsstrafe anordnen (§ 459e Abs. 1 u. 2 StPO). Der Betroffene erhält eine schriftliche Aufforderung, sich in der Strafanstalt zu stellen (Ladung zum Haftantritt), wofür ihm eine Frist von zwei Wochen eingeräumt wird. Wird auf die Ladung nicht reagiert, erlässt die Staatsanwaltschaft einen Haftbefehl und die Person wird durch die Polizei festgenommen und in eine Justizvollzugsanstalt gebracht.
Grundlage für die Dauer der EFS ist die in dem Urteil benannte Anzahl von Tagessätzen. Wurde eine Geldstrafe von 30 Tagessätzen ausgesprochen, so droht der Person eine 15-tägige EFS.
Die EFS wird als Freiheitsstrafe vollstreckt. Es gibt in den Strafvollzugsgesetzen keine Vergünstigungen für den Bereich der EFS. Häufig gibt es zwar spezielle Abteilungen, in denen insbesondere die EFS vollstreckt werden. Aber hierauf gibt es keinen Anspruch. So werden bspw. „Schwarzfahrer“, je nachdem wo Platz ist, auch in den besonders gesicherten Anstalten untergebracht. Die EFS kann auch im offenen Vollzug verbüßt werden. Sie kann aber nicht (nach aktueller Rechtsprechung) zur Bewährung ausgesetzt werden. Ebenso ist keine Halb- oder 2/3-Entlassung möglich.
Es ist aber jederzeit möglich, die Restgeldstrafe zu zahlen. Dies hat die sofortige Entlassung zur Folge.
Die Rechtsnatur der EFS ist damit nicht eindeutig: Auf der einen Seite ist sie eine „echte Strafe“ und nicht nur Beugemittel zur Eintreibung der Geldstrafe. Auf der anderen Seite ist sie keine „eigenständig zu verhängende Strafe, sondern bis zum letzten Tag ihrer Vollstreckung abhängig von der primär verhängten Geldstrafe“.

### Vermeidung der Vollstreckung
Die Vollstreckung der Ersatzfreiheitsstrafe kann abgewendet werden durch
- die Zahlung der Geldstrafe (auch nach Haftantritt und auch durch andere Personen) oder
- die Leistung von freier Arbeit (Art. 293 EGStGB): Für jeweils zwei Tagessätze sind je nach Bundesland vier bis acht Stunden unbezahlte gemeinnützige Arbeit zu leisten.

Die freie Arbeit muss bei der Staatsanwaltschaft mit dem Nachweis der Uneinbringlichkeit der Geldstrafe beantragt und von dieser genehmigt werden. In der Regel erfolgt sie vor der Inhaftierung.
Die Vollstreckung der EFS unterbleibt, wenn die Vollstreckung für den Verurteilten eine „unbillige Härte“ darstellt (§ 459f StPO). Hierbei handelt es sich um einen Aufschub der Vollstreckung, der jedoch sehr eng ausgelegt wird. Ein Beispiel hierfür: Die Vollstreckung der EFS würde die Zurückstellung von Freiheitsstrafen nach § 35 BtMG und die Therapiechancen der Person verhindern.

## EFS außerhalb Deutschlands

### Österreich
Der Umrechnungsmaßstab in Österreich war Vorbild für die in Deutschland seit Februar 2024 geltende Regelung: Im Falle der Nichtzahlung einer Geldstrafe werden zwei Tagessätze durch einen Tag Ersatzfreiheitsstrafe ersetzt (§ 19 Abs. 3 StGB).
Auch wegen einer Verwaltungsübertretung kann eine Ersatzfreiheitsstrafe angeordnet werden (§ 16 VStG), wenn die verhängte Geldstrafe nicht vollstreckt werden kann. Hierbei darf die Ersatzfreiheitsstrafe sechs Wochen nicht übersteigen.
Auch in Österreich kann eine Ersatzfreiheitsstrafe durch „Erbringung gemeinnütziger Leistungen“ vermieden werden. Vier Stunden gemeinnütziger Leistungen entsprechen einem Tag der Freiheitsstrafe.

### Schweiz
In der Schweiz entspricht, analog zur in Deutschland bis Januar 2024 geltenden Regelung, ein Tagessatz Geldstrafe einem Tag Ersatzfreiheitsstrafe (Art. 36 StGB). Wird gemeinnützige Arbeit als Strafe verhängt, kann diese, wenn sie nicht erbracht wird, ebenfalls in eine Ersatzfreiheitsstrafe umgewandelt werden. Dabei entspricht ein Tag Freiheitsentziehung vier Stunden gemeinnütziger Arbeit. Die Ableistung einer Ersatzfreiheitsstrafe als gemeinnützige Arbeit ist nicht möglich (Art. 79a Abs. 2 StGB).

### Frankreich
Frankreich kannte bis 2017 bei uneinbringlichen Geldstrafen nur die zivilrechtliche Erzwingungshaft, die aber nur angeordnet werden durfte, „wenn keine Zahlungsunfähigkeit vorliegt“.
Am 16. Dezember 2017 wurde durch Änderung des Art. 131-25 des Code pénal eine der deutschen Ersatzfreiheitsstrafe ähnliche Regelung zusätzlich eingeführt.

### Schweden
In Schweden gibt es ebenfalls die Möglichkeit eine Ersatzfreiheitsstrafe als Ersatz für die Geldstrafe anzuordnen. Allerdings findet dies in der Praxis kaum statt. Die Geldstrafe soll Geldstrafe bleiben und nur in absoluten Ausnahmefällen in eine Freiheitsstrafe umgewandelt werden. Hierfür reicht es nicht aus, dass eine Person nicht zahlen kann. Vielmehr muss sie sich trotz Zahlungsfähigkeit weigern, zu zahlen. Hierüber entscheidet anders als in Deutschland das Gericht. 2019 wurden in Schweden insgesamt 13 EFS verbüßt.

## Forderung nach Abschaffung der Ersatzfreiheitsstrafe
Für die Abschaffung der EFS haben sich im Laufe der Jahrzehnte zahlreiche Wissenschaftler und Praktiker ausgesprochen. Haupthindernis für eine Abschaffung ist die verbreitete Meinung, wonach die Geldstrafe ohne EFS zusammenbrechen würde („Rückgrat der Geldstrafe“). Dabei dürfte es sich um eine Alltagstheorie handeln, „die nach einem kontrollierten Experiment des Gesetzgebers ruft“.
2018 wurde im Deutschen Bundestag der Gesetzentwurf der Fraktion DIE LINKE behandelt, der die Aufhebung der Ersatzfreiheitsstrafe vorsah. Der Antrag wurde in den Rechtsausschuss verwiesen, wo am 3. April 2019 eine öffentliche Anhörung stattfand. Mehrheitlich lehnten die geladenen Sachverständigen den Gesetzentwurf ab. Der Ausschuss hat dann ebenfalls mehrheitlich den Antrag abgelehnt.